# Zellergraben (Main)
Der Zellergraben, auch Zeller Graben genannt, ist ein gut drei Kilometer langer Bach am Rande des Naturparks Spessart im unterfränkischen Landkreis Main-Spessart, der aus südöstlicher Richtung kommend von links in den Main mündet.

## Geographie

### Verlauf
Der Zellergraben entsteht auf der Fränkischen Platte bei Steinfeld-Waldzell aus mehreren Quellbächen. Der längste und intermittierende Quellast entspringt auf einer Höhe von etwa 297 m ü. NN in der südlich von Waldzell gelegenen Feldflur Oberer Krautgarten westlich der örtlichen Hauptstraße. Er fließt zunächst etwa hundert Meter in nördlicher Richtung und wird kurz bevor er den südwestlichen Ortsrand von Waldzell erreicht durch einen von Südosten kommenden Quellast verstärkt. Der Zellergraben durchfließt nun in nordwestlicher Richtung den Südostzipfel von Waldzell und zieht dann bis zum Gertraudenweg am Westrand des Dorfes entlang. Dort knickt er rechtwinklig nach Nordosten ab, läuft dann südlich des Gertraudenweges etwa hundert Meter  durch die Ortschaft und biegt danach ebenfalls rechtwinklig wieder nach Nordwesten ab. Er wird dort auf seiner rechten Seite von einem zweiten Quellast gespeist. Der Zellgraben quert nun den Gertraudenweg und verlässt nach etwa hundertsechzig Metern Waldzell. Sechzig Meter bachabwärts unterquert er die Lohrer Straße und wird dann etwas später von einem weiteren Quellast gestärkt. Kurz darauf fließt ihm ebenfalls von rechts ein erstmals ganzjährig wasserführender Quellbach zu. Der Bach kreuzt dann abermals die Lohrer Straße und fließt danach südlich der Kreisstraße MSP 22 westwärts durch die Flur Untere Wiesen. Bei einer Kläranlage verlässt er die offene Flur und fließt nun durch Laubwald. Nach etwa vierhundert Meter erreicht ihn auf seiner linken Seite sein wichtigster Nebenbach, der von Süden kommende Gertraudengraben. Der Zellergraben fließt nun begleitet von der MSP 22 westlich der Flur Untere Sommerleiten und östlich der Flur Winterleiten in nordwestlicher Richtung durch ein sehr enges bewaldetes Tal, passiert dann die Gemarkungsgrenze von Steinfeld nach Lohr am Main, unterquert danach die MSP 23 und mündet schließlich auf einer Höhe von etwa 150 m ü. NN südlich von Lohr am Main-Pflochsbach in der Flur Am zeller Graben von links in den von Norden kommenden Main.

### Zuflüsse
- Gertraudengraben (links)